# 药物相互作用

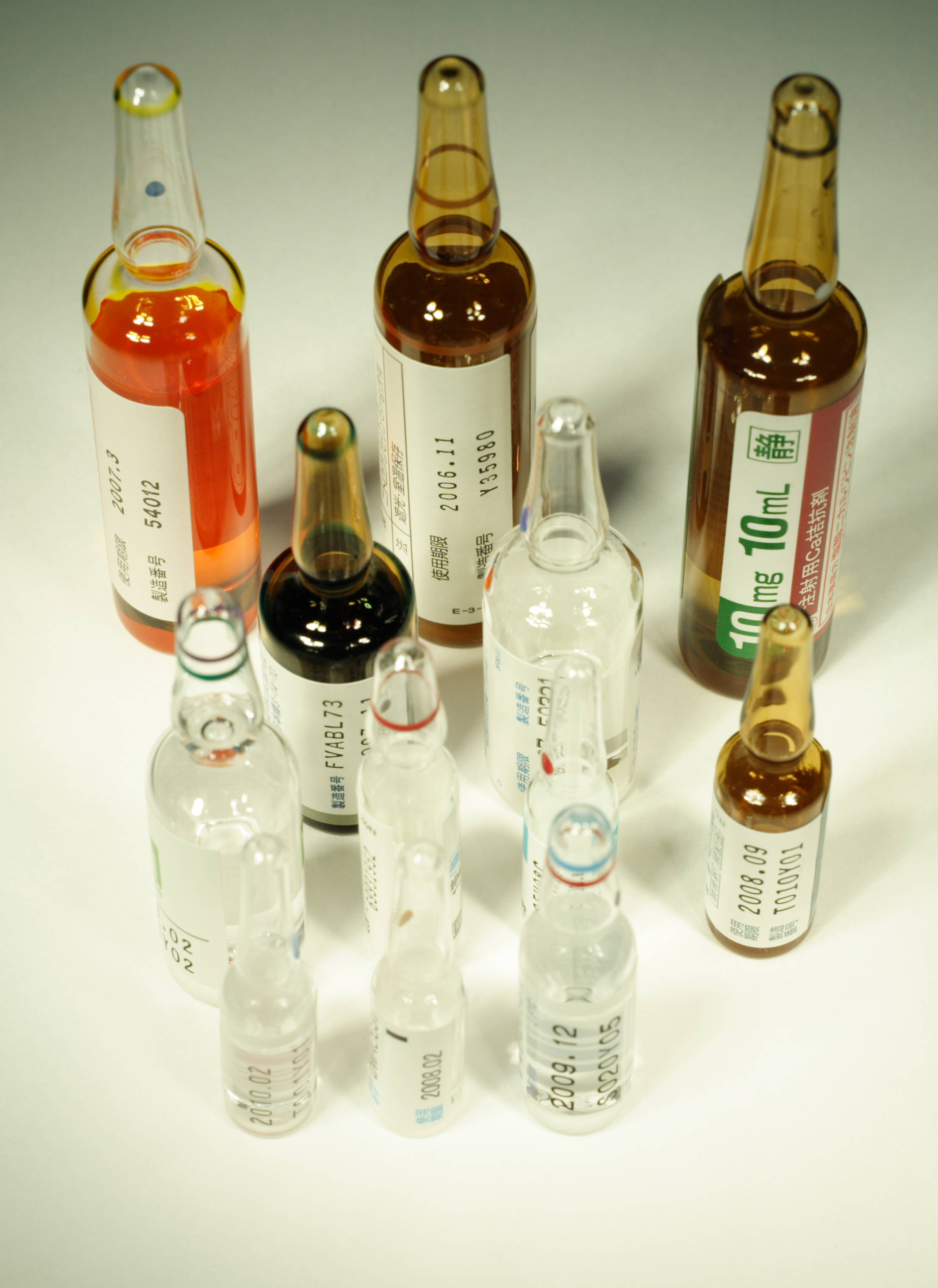
某些药物可与其他药物产生一系列药理学上的反应，影响其他药的药效。

药物相互作用（英語：Drug Interaction）是指在同时服用时，药物的活跃性、有效性受到另一种物质（通常是另一种药物）的影响。这种影响既可以产生協同效應（药效增强），也可以产生拮抗作用（药效降低），或者出现一种单独服用时不会出现的全新的药效。一般来说，药物相互作用这个词专指药物与药物之间的互相产生的反应（药物-药物交互作用），但是药物和食物之间也可产生类似的交互作用（药物-食品交互作用）。比如，服用抗抑郁药（如单胺氧化酶抑制剂）的人不应该吃包含酪胺的食物，因为可能会因“药物-食物交互作用”出现高血压危象（hypertensive crisis）。不慎错用药物，或者缺乏有关物质原料药的相关知识都可能产生这些交互作用。